# Serge Sauneron
Serge Sauneron (* 23. Januar 1927 in Paris; † 3. Juni 1976 in Kairo) war ein französischer Ägyptologe.

## Leben
Serge Sauneron besuchte mit Jean Yoyotte das Lycée Henri IV in Paris und studierte an der École pratique des hautes études in Paris, wo er Schüler von Georges Posener war. In Ägypten angekommen, arbeitete er vom Beginn seiner Karriere an unter der Leitung von Pierre Montet. Im Oktober 1969 wurde er Direktor des Institut français d’archéologie orientale in Kairo, welches er bis zu seinem Tod im Juni 1976 leitete. Er verstarb am 3. Juni 1976 bei einem Autounfall auf der Straße von Kairo nach Alexandrien.
Gemeinsam mit Jean Yoyotte untersuchte Sauneron in Ägypten zunächst den im östlichen Nildelta bezeugten Kult der kanaanitischen Gottheit Horon. Diese ursprünglich ugaritische Gottheit ließ sich im Alten Ägypten kurioserweise besser nachweisen als in dem Gebiet der ugaritischen Ursprungstexte. Den Ausgangspunkt bildete dabei eine vorzüglich erhaltene Statue, welche Pierre Montet 1934 in Tanis entdeckt hatte. Sie zeigt den Pharao Ramses II. als Kind mit jenem kanaanitischen Gott Horon.
Die mit Abstand bedeutendste Leistung dürfte Sauneron jedoch in Esna erbracht haben, wo er sich der Erforschung und Aufnahme der im Pronaos des Tempels des Chnum angebrachten Inschriften widmete. Hier in der großen Vorhalle des Tempels des Chnum fand Serge Sauneron seine große Aufgabe und leistete einen überaus wichtigen Beitrag zum Verständnis des Pharaonentums der römischen Kaiser. Sein Verdienst ist es, neben den ptolemäischen Inschriften, auch die oben in den Decken und entlang der Architrave sowie auf der Außenseite in den Kehlungen des Giebels gesetzten Inschriften der römischen Kaiser aufgenommen zu haben. Ihre Abfolge reicht von den Kaisern Claudius (41–54 n. Chr.) bis Decius (249–251 n. Chr.). Nach seinem Tod im Jahre 1976 ruhten die Arbeiten am Tempel des Chnum zu Esna weitestgehend und wurden erst 2018 wieder aufgenommen. Zwischenzeitlich hatte seine Ehefrau Nadia Sauneron, in Zusammenarbeit mit Jean-Claude Grenier, die Herausgabe eines bibliographischen Verzeichnisses zu den ptolemäischen und römischen Tempeln Ägyptens besorgt.
Zuletzt untersuchte er mit Franc̣oise Dunand und anderen das in der Libyschen Wüste am Südrand der Oase Kharga gelegene römische Militärlager von Qasr Dusch. Bemerkenswert sind auch seine frühen Arbeiten über den Priesterstand im Alten Ägypten, so etwa Les prêtres de l’ancienne Égypte (1957), sowie Les songes et leur interprétation dans l’Égypte ancienne (1959). Zusammen mit ihrem Lehrer Georges Posener verfassten Serge Sauneron und Jean Yoyotte in dieser Zeit auch das Dictionnaire de la civilisation égyptienne (1959), welches wenig später ins Deutsche übersetzt wurde.
1970 wurde er korrespondierendes Mitglied der Académie des inscriptions et belles-lettres.

## Veröffentlichungen (Auswahl)
- Les prêtres de l’ancienne Égypte. É. Seuil, Paris 1957.
- mit Georges Posener, Jean Yoyotte: Dictionnaire de la civilisation égyptienne. Paris 1959.
  - deutsch: Knaurs Lexikon der ägyptischen Kultur. Knaur, München 1960.
- Esna  (Digitalisate)
  - Band 1: Quatre campagnes à Esna.
  - Band 5: Les fêtes religieuses d’Esna aux derniers siècles du paganisme. Kairo 1962
  - Band 7: mit, Jochen Hallof: Nos. 1-646. (= Publications de l’Institut Français d’Archéologie Orientale. Band 1007, 7). Institut français d’archéologie orientale, Kairo 2009, ISBN 978-2-7247-0523-2.
  - Band 8: L’écriture figurative dans les textes d’Esna.
- Les travaux de l’Institut français d’archéologie orientale en 1975–1976. In: Bulletin de l’Institut français d’archéologie Orientale. Band 76, 1976, S. 391–425 (Digitalisat).